# Большая Песчанка (деревня)
Больша́я Песча́нка — деревня в Ижморском районе Кемеровской области. Входит в состав Постниковского сельского поселения.

## География
Центральная часть населённого пункта расположена на высоте 179 метров над уровнем моря.

## Население
По данным Всероссийской переписи населения 2010 года, в деревне Большая Песчанка проживает 85 человек (46 мужчин, 39 женщин).